# Danny Carey
Daniel Edwin "Danny" Carey (Paola (Kansas), 10 mei 1961) is een Amerikaans drummer, vooral bekend geworden als drummer van Tool. Daarnaast speelt hij ook nog slagwerk bij Zaum, Pigmy Love Circus en Volto!.

## Biografie
Carey begon met spelen toen hij 10 was. Hij volgde percussielessen, maar was ook erg geïnteresseerd in wiskunde en metafysica. Hij was de buur van Maynard James Keenan, die hij uit de nood hielp toen hij geen drummer vond voor zijn muziekgroep. Zo werd Tool geboren.
Op de in 2019 door het tijdschrift Rolling Stone gepubliceerde ranglijst van 100 beste drummers in de geschiedenis van de popmuziek kreeg Danny Carey de 26e plaats toegekend.

## Stijl
Carey heeft een heel eigen drumstijl die leunt op zijn ervaring opgedaan als jazzdrummer met eigen ritmeveranderingen. Hij combineert meer subtiel drumspel met het hardere metalwerk waarbij hij werkt met dubbele basdrums. Hij maakt ook veelvuldig gebruik van tabla. In de muziek van Tool is zijn interesse in wiskunde ook nog merkbaar. Zo kan men in Lateralus op verschillende plaatsen de reeks van Fibonacci terugvinden. Niet alleen in de zang die volgens de reeks van Fibonacci verloopt maar ook in de ritmewisselingen. Zo speelt hij eerst in 9/8, dan in 8/8 en ten slotte in 7/8.

## Drumstel
Danny Carey heeft een van de grootste drumstellen in het circuit, bestaande uit zeer veel verschillende aparte delen. Hij speelt op drums van Sonor en cymbalen van Paiste. Daarnaast gebruikt hij ook elektronische drums. Deze drums gebruikt hij als aanvulling voor zijn akoestische drums.
Drums: (diameter x diepte)
- 14"x8" Bronze Snare (van Jeff Ocheltree, gemaakt uit gerecycleerde Paiste-cimbalen)
- 8"x8" Tom
- 10"x10" Tom
- 14"x16" Floor Tom
- 16"x18" Floor Tom
- 22"x18" Bass Drums
- 24"x18' Bass Drum

Paiste cymbal endorser sinds 1992:
- 7.5" 2002 Cup Chime
- 8" 2002 Cup Chime
- 20" 2002 Novo China
- 6" 2002 Accent Cymbal
- 8" Signature Bell
- 8" New Signature Dark Energy Splash Mark I
- 10" New Signature Dark Energy Splash Mark I
- 18" Signature Full Crash
- 13" Signature Sound Edge hihat
- 19" Signature Power Crash
- 21" Signature Dry Heavy Ride
- 20" Signature Thin China
- 20" Signature Power Crash
- 5" 2002 Cup Chime
- 11/18" Noise Works Dark Buzz China
- 40" Symphonic Gong